# Cynomops paranus
Cynomops paranus är en fladdermus i familjen veckläppade fladdermöss som förekommer i norra Sydamerika från Andernas östra sluttningar till Atlanten. Den listades ursprungligen som en underart till Cynomops planirostris och godkänns sedan 1990-talet som art.
Utbredningsområdet sträcker sig från Colombia, Venezuela och regionen Guyana över norra Brasilien, östra Ecuador, östra Peru, Bolivia och Paraguay till norra Argentina. Habitatet varierar mellan regnskogar och mera torra tropiska skogar. Denna fladdermus jagar insekter och flyger därför nära trädkronorna.
En individ som hittades i Mexiko räknades ursprungligen till Cynomops paranus, men det var troligen en felbedömning.